# Patalene humerata
Patalene humerata es una especie de polilla de la familia Geometridae. La especie fue descrita por primera vez por William Warren habiendo sido descrita en 1905, con distribución en Perú. El sintipo de la especie fue descrita en el sector Santo Domingo, Provincia de Carabaya a una altitud de 6500 pies (1981,2 m) sobre el nivel del mar.

## Descripción
Es una polilla mediana de una envergadura de 24 milímetros (0,9 plg) de color amarillo claro pálido. Hacia el ápice y el margen posterior del ala anterior se ve teñido de marrón rosado y el ápice extremo marrón oscuro. Cuenta con una pequeña mancha celular oscura. El ala posterior cuenta con la doble línea central y área marginal con algunas motas oscuras. El envés de las alas se ve teñido de amarillo más oscuro.
La cabeza, tórax y abdomen son amarillo pálido. Tiene gran parecido con la especie brasileña Patalene pholata.